# Montes Haemus

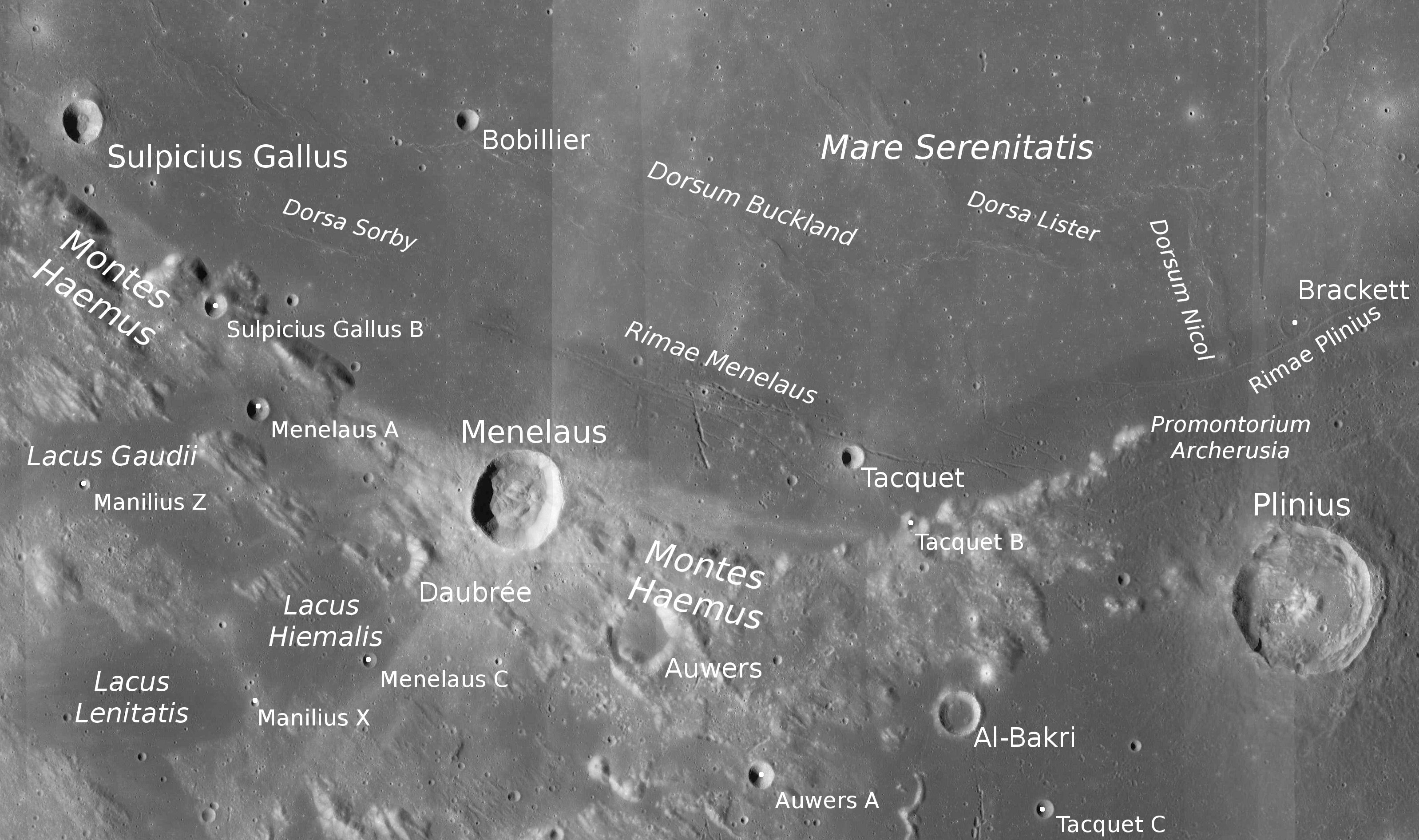
A região dos Montes Haemus no centro (abaixo) da imagem.

Montes Haemus, é uma região de montanhas em curva, que forma a borda Sudoeste do Mare Serenitatis no quadrante Nordeste do lado visível da Lua, nas coordenadas: 14.08° S - 23.16° N, 4.66° O - 21.14° L.